# Am Schilde

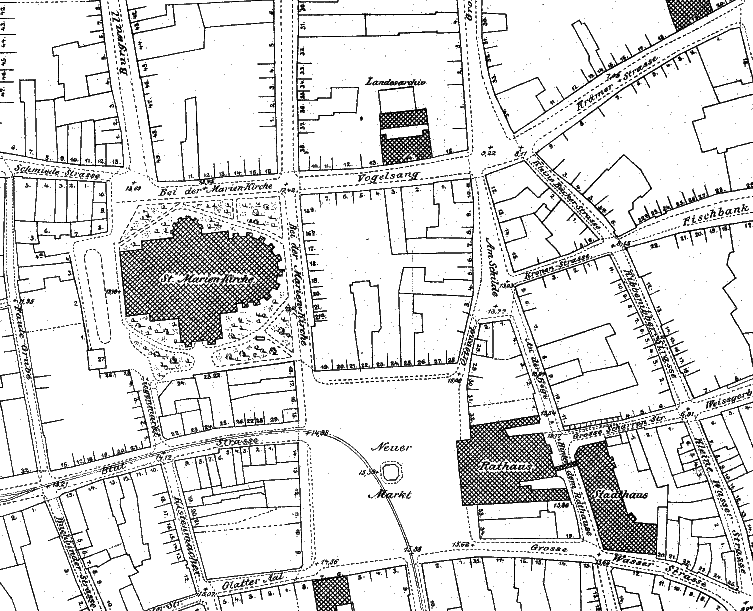
Ausschnitt aus einer Stadtkarte von 1911

Der Platz Am Schilde war ein dreieckiger Platz im historischen Stadtkern der Hansestadt Rostock. Er war Teil der einstigen Mittelstadt, nördlich des  Rathauses gelegen. Die Südseite des Schildes wurde durch die Einmündung des ebenfalls nicht mehr vorhandenen Ortsundes und der als heute als Sackgasse bestehenden Straße An der Hege gebildet. Die nördliche Spitze dieses Platzes führte zur Kreuzung von Vogelsang und Großer Mönchenstraße. Nach dem Osten zweigte die einstige Kronenstraße in Richtung Fischbank ab.
Der Schild wurde im Jahr 1351 erstmals erwähnt. Er wurde in der frühen Neuzeit wegen der unmittelbaren Nähe zum Neuen Markt bevorzugt von Krämern bewohnt, die im damaligen Gefüge der Kaufleute der Stadt an mittlerer Stelle standen. Einer dieser Krämer war der Rostocker Chronist und Zeichner Vicke Schorler.
Auf der Südseite des Schildes befand sich ein sehr oft abgebildetes gotisches Doppelgiebelhaus.
Im Zweiten Weltkrieg wurden die gesamte Bebauung des Schildes wie auch dessen Umgebung durch einen verheerenden Angriff der britischen Luftwaffe Ende April 1942 zerstört. Eine Wiedererrichtung fand nicht statt, auch wurden die historischen Straßenfluchten aufgegeben. Am Standort des einstigen Schildes befinden sich heute eine Grünfläche sowie ein Fußgängerweg, der vom Neuen Markt zur Krämerstraße führt.
Der von einem Gremium der Hansestadt Rostock im Jahr 2014 ausgewählte städtebauliche Entwurf zur Bebauung der Nordseite des Neuen Markts sieht vor, Am Schilde wieder als Platz entstehen zu lassen. Die Südseite des Platzes ist hierbei für einen weiteren Rathausanbau vorgesehen. Um das starke Gefälle innerhalb des Platzes auszugleichen, sieht der Entwurf eine Kombination aus ebenen Flächen und Treppen sowie Rampen vor.

## Quelle
- Ernst Münch, Ralf Mulsow: Das alte Rostock und seine Straßen. Verlag Redieck & Schade, Rostock 2006, ISBN 3-934116-57-4.